# Dan Bilzerian
Dan Bilzerian (Tampa, Florida, 1980. december 7. –) amerikai pókerjátékos, média- és közéleti személyiség, aki fényűző életviteléről ismert.

## Élete
Tampában született, Paul Bilzerian és Terry Steffen gyermekeként. Testvére, Adam szintén pókerjátékos. Családja örmény származású, akik az örmény népirtás elől menekültek az Egyesült Államokba. Dan 2000-ben belépett az USA Navy SEAL programjába, de nem tudta elvégezni azt, miután megsértette a biztonsági előírásokat és kitették a programból. Ezután a Floridai Egyetemen végzett, üzleti és kriminológia szakon. 2009-ben részt vett egy nagyszabású pókereseményen, ahol 180. lett. Pókerkarrierje innentől meredeken felfelé ívelt, a 2014-es év során pl. 50 millió dollárt nyert, volt hogy egy éjjel közel 11 millió dollárt nyert össze. Nem sokkal ezután a közösségi média is felkapta, mint fényűző életet élő személyiséget. Bilzerian híres arról, hogy szereti playmate-ekkel körbevenni magát, és ezt megosztani a nagyvilággal.
Életvitele és drogfogyasztása miatt már három alkalommal volt szívinfarktusa még a 32. születésnapja előtt. 2014-ben a Hustler magazin mindössze 18 éves pornószínésznője, Janice Griffith beperelte, miután a magazinnak történő fotózás során Bilzerian ledobta őt a tetőről, a lány pedig a medence szélére esve lábát törte. 2015-ben Bilzerian elindult a 2016-os elnökválasztási kampányban, de később visszalépett, és Donald Trumpot támogatta. Bilzerian jelen volt Las Vegasban az egyik hotelben 2017-ben, a hírhedt lövöldözéses terrorcselekmény során, ahonnét több videót is megosztott.

## Karrierje
Bilzerian a 2008-as World Series of Poker főversenyen játszott, a 180. helyen végzett. 2010-ben a Bluff magazin a Twitteren az egyik legviccesebb pókerjátékosnak választotta. 2011 novemberében Bilzerian egyike volt azoknak a pereknek, akiket a becsületbeli adósság nyereménye miatt indítottak Tobey Maguire szerződés nélküli pókerjátékokban. 
Ugyanebben az évben Bilzerian nyilvánosan megvédte Alex Rodriguezt az illegális szerencsejátékkal kapcsolatos vádak ellen, és azt állította, hogy akkor volt jelen, amikor az állítólagos szerencsejáték esemény megtörtént, és Rodriguez nem volt jelen. 2013 novemberében Bilzerian megerősítetlen állítást tett közzé, miszerint 10,8 millió dollárt nyert egy pókerezés estéjéből, 2014-ben pedig azt állította, hogy egész évben 50 millió dollárt nyert, hozzátéve, hogy "már nem játszik a szakemberek ellen. és a legtöbb, amit valaha elvesztett egyetlen munkamenet során, 3,6 millió dollár." Bilzerian Joe Rogan podcastján szerepelt a Youtube közösségi média platformon, és elmagyarázta a pókerkarrier előkészületét. 
Bilzerian az Ignite International Brands Ltd. céget vezeti, amely többek között elektronikus cigarettákat, CBD-olajokat, kulacsokat és vodkákat árusít. Az Ignite egy állami vállalat, amelynek székhelye a kanadai Torontóban található, és 2019 januárjában kezdte meg a kereskedését a BILZF ticker alatt. A cég állítólag több mint 50 millió dollárt vesztett 2019-ben, főleg marketing és irodabérleti költségek miatt.

## Viták
2014-ben Bilzerian beperelte a Magányos túlélő című film producereit. Pere azt állítja, hogy bár ennek a filmnek a készítő csapatának kölcsönzött egymillió dollárt, cserébe legalább nyolc perc vetítési időért és 80 szó párbeszédért, szerepe kevesebb mint egy percre csökkent, és csak egy sora van. 1,2 millió dollárt követelt (az eredeti hitelösszeg 20 százalékos büntetési ráadással). A pert később elvetették, és állítólag Bilzerian 1,5 millió dollárt keresett befektetésein keresztül a film kereskedelmi sikere miatt.
2014 augusztusában Bilzeriant kitiltották a Miami szórakozóhelyről, mert Vanessa Castano modellt verekedés közben arcon rúgta. Bilzerian kijelentette, hogy Castano és egy másik nő megtámadta Bilzerian nőtársát. Castano kijelentette: "Két lány állt mellettem az asztalnál, akik verekedtek. Az embereket elkezdték lökdösni, én pedig megpróbáltam szétválasztani őket. Aztán Dan lelökött a bankettről, és miután elestem, arcon rúgott." Castano később pert indított Bilzerian ellen sérülései miatt. Arról is beszámoltak, hogy Castano egymillió dollárt kért Bilzeriantől a per rendezésére, arra hivatkozva, hogy jövedelme alapján nagyobb büntető kártérítésre van lehetőség, ha a per bíróság elé kerülne.
2014 decemberében Bilzerian jogi ügybe keveredett Janice Griffith pornográf színésznővel, akit a Hustler magazin 2014 áprilisában tartott fotózásának részeként ledobott egy ház tetejéről és egy medencébe. a szélét, és eltörte a lábát. A 18 éves Griffith 85 000 dollárt kért Bilzeriantől a sérüléseiért, amelyet elutasítottak. Ezután pert indított mind Hustler, mind Bilzerian ellen, amire Bilzerian ügyvédje azt válaszolta, hogy Griffith-t a Hustler szerződtette az eseményre és, hogy a Hustler bérelte fel Bilzeriant az eseményre, és hogy Bilzerian nem volt hibás. 2015 januárjában a Hustler ügyvédje azt állította, hogy a dobás damnum fatale volt, és kijelentette, hogy nem a kiadó hibája volt, hogy Griffith ennek következtében sérüléseket szenvedett.

## Filmográfia
Bilzerian számos sikeres filmben kapott (többnyire kisebb) szerepet az utóbbi évek folyamán. Ezek közül a fontosabbak:
- Támadás a Fehér Ház ellen (2013)
- A túlélő (2013)
- A csajok bosszúja (2014)
- A védelmező (2014)
- Mentőakció (2015)
- Haverok fegyverben (2016)

Továbbá szerepelt még kisfilmekben, producere is volt több alkotásnak.